# Thierry Ascione
Thierry Ascione (n. 17 de enero de 1981 en Villeurbanne, Francia) es un exjugador de tenis francés. Su mejor posición en el ranking mundial fue Nº81 en 2004. Ese año representó a su país en el Equipo francés de Copa Davis.

## Títulos (0)

### Challengers (8)
| N.º | Fecha                 | Torneo        | Superficie    | Oponente en la final     | Resultado      |
| --- | --------------------- | ------------- | ------------- | ------------------------ | -------------- |
| 1.  | 17 de febrero de 2003 | Andrezieux    | Dura          | Karol Beck               | 6-4 6-2        |
| 2   | 14 de julio de 2003   | Helsinki      | Tierra batida | Igor Andreev             | 2-6 6-1 6-3    |
| 3.  | 31 de enero de 2005   | Andrezieux    | Dura          | Stanislas Wawrinka       | 6-1 6-3        |
| 4.  | 20 de junio de 2005   | Reggio Emilia | Tierra batida | Martín Vassallo Argüello | 6-3 6-0        |
| 5.  | 15 de agosto de 2005  | Bronx         | Dura          | Brian Vahaly             | 6-2 6-3        |
| 6.  | 30 de abril de 2007   | Roma          | Tierra batida | Victor Crivoi            | 6-3 6-3        |
| 7.  | 15 de octubre de 2007 | Andrezieux    | Dura (i)      | José Acasuso             | 7-6(6) 2-6 6-2 |
| 8.  | 25 de febrero de 2008 | Cherbourg     | Dura (i)      | Kristian Pless           | 7-5 7-6(3)     |